# Saint-Avit-de-Vialard
 Saint-Avit-de-Vialard  (en occitano Sench Avit de Vialars) es una población y comuna francesa, situada en la región de Aquitania, departamento de Dordoña, en el distrito de Sarlat-la-Canéda y cantón de Le Bugue.

## Demografía
| 123 | 107 | 90 | 100 | 113 | 118 |
| Para los censos de 1962 a 1999 la población legal corresponde a la población sin duplicidades (Fuente: INSEE [Consultar]) |     |    |     |     |     |